# Renaissance littéraire catholique en France
 (octobre 2017).
- Si vous ne connaissez pas le sujet, laissez ce bandeau (vous pouvez alors contacter les auteurs).
- Si vous supprimez le contenu mis en cause (vous pouvez préalablement contacter les auteurs),

argumentez précisément cette suppression dans la page de discussion
(un manque de référence n'est pas un argument ; une recherche réelle de référence doit avoir été effectuée, être formellement documentée).
La Renaissance littéraire catholique en France est un mouvement littéraire propre à ce pays, initié dès les années 1910. Il regroupe des écrivains catholiques désireux d'édifier une esthétique propre à leur conviction ou leur foi et qui, dans leur esprit, doit servir à la reconquête religieuse de la fille aînée de l'Église égarée dans un « laïcisme » dont la loi de séparation des Églises et de l'État de 1905 est le moment culminant. Le moyen d'y parvenir à leurs yeux, c'est la littérature et, au-delà, la pensée à un moment où s'affirme la nouvelle figure de l'intellectuel à l'occasion de l'Affaire Dreyfus.

## Histoire

### Années 1900 et 1910
Hervé Serry a fait en 2004 une longue analyse historique et sociologique de ce mouvement. Il estime que la réaction autoritaire de l’Église lors de la Crise moderniste, réduisant le clergé au silence (mais pas tous tels que Dom Chautard avec son Ame de tout apostolat et le père Léonce de Grandmaison), ouvre un espace dans le champ intellectuel religieux, espace où pourront s’exprimer des écrivains laïcs.
Les écrivains laïcs sont jugés moins « dangereux » dans les questions de doctrine étant donné (l’Église y compte au départ), les limites de leur formation, notamment sur le plan philosophique. « La condamnation sans appel du « modernisme » (encyclique Pascendi, 1907) contribue à réorganiser la cléricature (et plus particulièrement ses « intellectuels ») autour d’une obéissance entière au pouvoir central romain et provoque son repli hors des débats intellectuels. Ceci a pour effet de libérer un espace d’intervention pour les écrivains catholiques. Ces derniers, par rapport à d’autres fractions du champ intellectuel (les philosophes par exemple), présentent l’avantage d’être les porteurs d’une spécialité dotée d’un très faible pouvoir critique et donc peu susceptible de remettre en cause le magistère. »
Par ailleurs, l'instauration du régime républicain en septembre 1870 représente une perte d'influence pour cette Église ce qui culmine avec la Loi de séparation des Églises et de l'État de 1905. Comme son clergé est réduit au silence deux ans plus tard avec la crise moderniste, l'Église a besoin que son message soit porté par d'autres acteurs et les trouve chez ces écrivains laïcs moins bien formés que le clergé mais qui par cela même représentent un moins grand danger pour son autorité intellectuelle. La crise moderniste n'est pratiquement jamais évoquée par les écrivains de cette génération sauf Maurice Blondel.
Le déclin de l'Église et des notables catholiques après 1870 est surtout ressenti par les acteurs de la renaissance catholique comme une perte correspondant « à l'envahissement brutal des nouveaux enrichis du commerce et de l'industrie, des fonctionnaires sans principes, sans tradition avec qui nous ne pouvons rien avoir de commun; nous sommes en pays conquis par des barbares et nous nous réfugions dans nos vieux livres, nos vieux meubles, nos chers préjugés puérils, nos usages désuets, notre urbanité démodée. » Ce refus des mutations contemporaines, provenant dune position sociale bien précise, entraîne un rejet du « matérialisme » « identifié au capitalisme, qui porte atteinte aux valeurs « spirituelles » » et  explique le lien entre ces écrivains et l'Église fondé sur la correspondance qui peut exister entre le statut d'une Église déclinante ou affaiblie, correspondances que Serry appelle « une homologie structurale floue »

### Années 1920 et 1930
De grands noms vont illustrer la renaissance catholique à partir des années 1920 comme François Mauriac, Paul Claudel, Georges Bernanos ou Julien Green. L'un des animateurs du mouvement est le philosophe thomiste Jacques Maritain, auquel s'opposera dans le mouvement du côté de ses animateurs le philosophe Jacques Chevalier resté fidèle à Henri Bergson contrairement à la majeure partie des intellectuels catholiques qui s'en éloignent après la condamnation d'Alfred Loisy. Dans le numéro d'avril 1920 de la revue Les Lettres (l'une des revues importantes du mouvement de renaissance catholique, fondé en 1913 par Gaëtan Bernoville), Chevalier critique le thomisme « avec ardeur », d'avril à mars 1922. Pour Véronique Auzépy-Chavagnac, dans son livre sur Jean de Fabrègues, préfacé par René Rémond, Jacques Chevalier constitue, dans le monde catholique des années 1920, un véritable groupe situé entre Maritain et Maurice Blondel.
Ces écrivains qui se veulent catholiques désirent la reconnaissance de l’ensemble d'un monde littéraire qui les rendra autonomes par rapport à l’Église. Ils obtiendront et cette reconnaissance, et cette autonomie qui se révèlera très grande au moment où ils mettent en cause la croisade catholique menée en Espagne par le général Francisco Franco qui a pourtant l'appui des évêques espagnols. Le pamphlet de Bernanos Les Grands Cimetières sous la lune est l'expression la plus éclatante de cette autonomie gagnée.
Il s'agit aussi, nous dit Serry, dans le champ religieux et à l'intersection de celui-ci et du champ intellectuel, d'un renversement du rapport entre clercs et laïcs à l'intérieur de l'Église. Les clercs sont « mis hors jeu du champ intellectuel par une institution opposée aux changements qu'impose la science » à la lecture des évangiles. Ils perdent au profit des laïcs la « possibilité de reconnaissance dans le champ intellectuel. »